# 快速维修胶带

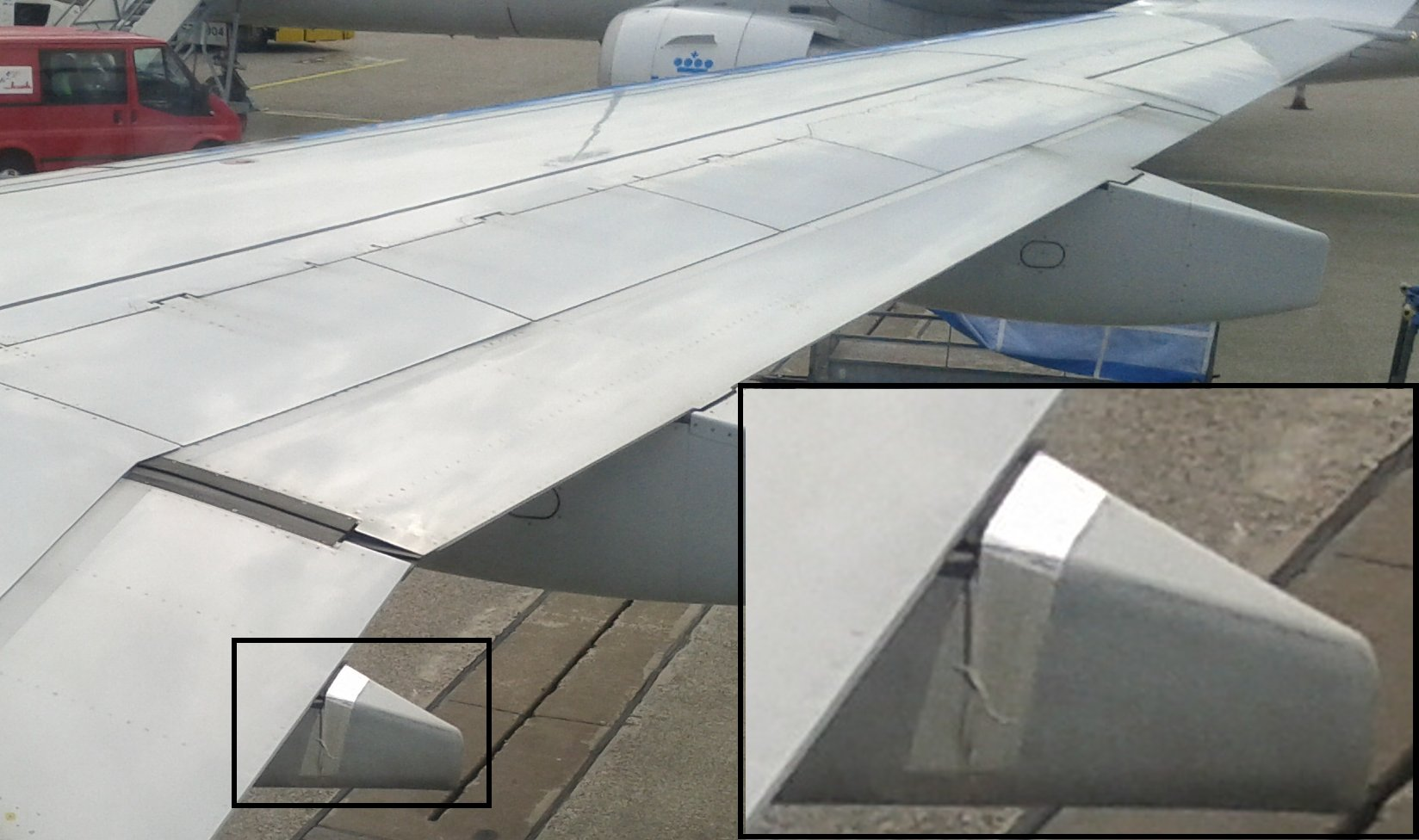
快速维修胶带被用于维护细小的裂痕

快速维修胶带是一种在飞机或赛车上使用的铝制压敏性胶带，常用来对飞机的机体或賽車的車身做暂时性的维修。由于外形和常见的布胶带较为类似，常被媒体用来误导不知情的大众，以为机场在用普通家用胶带在维修飞机。顾名思义，胶带本身的强力黏合剂可以粘在机身或机翼上，在高空风速极高的环境下也不会剥落。

## 特点
快速维修胶带的胶水，能在一段时间内抗强风，抗水或溶剂，抗火焰等，也能反射热量和紫外线。同时在大范围的温差变化内，都能牢牢粘住机体。

## 使用
快速维修胶带一般用来维修飞机上，非影响飞行安全的轻微损伤，有时也被用来对战斗机上的弹孔做临时的修复。
民用航空中，快速维修胶带使用前需要取得维护团队的授權，擅自或是不合规定的使用将有可能被罚款。